# Патологическая анатомия пульпы зуба и пародонта
В пульпе зуба развиваются воспалительные изменения (пульпит) и различные реактивные процессы. Воспалительное поражение периапикального десмодонта в отечественной медицине традиционного обозначается как апикальный периодонтит. К заболеваниям пародонта относятся гингивит, пародонтит, пародонтоз, прогрессирующий пародонтолиз и пародонтомы. Инфекционные процессы в пульпе зуба и тканях пародонта нередко являются источником так называемой одонтогенной инфекции.

## Пульпит
Пульпит — воспалительное поражение пульпы зуба. Другие изменения ткани пульпы, за исключением опухолевых процессов, получили название реактивных.

### Классификация
I. Этиологический принцип
1. Пульпит, обусловленный влиянием факторов физической природы — травматический, термический (например, при обработке зуба под искусственную коронку), лучевой пульпит, пульпит при болезни декомпрессии).
2. Токсический пульпит — пульпит, развивающийся под влиянием факторов химической природы (в том числе ятрогенный пульпит, обусловленный воздействием лекарственных препаратов и пломбировочных материалов).
3. Инфекционный пульпит — пульпит, развивающийся под влиянием микроорганизмов.

II. Клинико-морфологические формы
1. Острый пульпит
2. Хронический пульпит.

Острый пульпит:
- Острый очаговый серозный пульпит
- Острый очаговый гнойный пульпит (абсцесс пульпы)
- Острый диффузный гнойный пульпит (флегмона пульпы)
- Острый гангренозный пульпит (острый деструктивный пульпит, гангрена пульпы).

Хронический пульпит:
- Частичный гангренозный пульпит
- Гранулирующий (гранулёматозный) пульпит
- Гипертрофический пульпит (полип пульпы)
- Фиброзный пульпит.

III. Распространённость процесса
1. Очаговый пульпит: (а) коронковый и (б) корневой
2. Диффузный (тотальный) пульпит.

### Этиология пульпита
Причины пульпита, как и воспаления в целом, разнообразны. Повреждающие факторы любой природы могут вызвать воспалительный процесс в пульпе зуба.
Наиболее часто встречается инфекционный пульпит, обусловленный воздействием патогенных микроорганизмов, прежде всего бактерий (стрептококков, лактобактерий, стафилококков). Среди инфекционных пульпитов ведущее значение имеет кариесогенный пульпит — пульпит как осложнение среднего и, особенно, глубокого кариеса.

### Патогенез пульпита
Различают следующие пути проникновения инфекта и токсинов в пульпу зуба:
1. «Нисходящий» — из кариозной полости через расширенные дентинные трубочки или перфоративное отверстие, образующееся при пенетрации полости в пульпарную камеру.
2. «Восходящий» — через отверстие канала корня зуба (этот путь реализуется при апикальном периодонтите или пародонтите).
3. По травматическому каналу — при травме зуба, сопровождающейся нарушением целостности твёрдых тканей и формированием сквозного дефекта.
4. Ангиогенный (гематогенный или лимфогенный) — по кровеносным и лимфатическим сосудам, в частности, при сепсисе.

### Патологическая анатомия

#### Острый пульпит
Особенностью острого воспаления в пульпе зуба является недостаточная эффективность лимфатического дренажа и системы венозных сосудов. Это объясняется током тканевой жидкости и венозной крови в одном направлении — через узкое отверстие корневого канала. При остром диффузном воспалении пульпы, когда быстро формируются отёк ткани, гиперемия и появляется экссудат, лимфатические и кровеносные сосуды корневой пульпы подвергаются сдавлению. Это сопровождается почти полной остановкой кровотока, и, как следствие, выраженной гипоксией. Нарастающее гипоксическое повреждение ткани приводит к её некрозу. Быстрое формирование некробиотических (необратимых дистрофических) и некротических изменений при остром пульпите также является характерной особенностью воспалительного ответа в пульпе зуба.
Повышение интрапульпарного давления вследствие гиперемии, отёка и экссудации, накопление недоокисленных продуктов в результате нарушения метаболизма, выделение медиаторов воспаления, гибель клеток с высвобождением ионов калия и активных гидролаз, а также метаболитов кислорода — всё это приводит к раздражению нервных терминалей и к возникновению болевого синдрома. Интенсивность воспалительного процесса снижается при спонтанном (в результате пенетрации кариозной полости) или инструментальном вскрытии пульпарной камеры.
Острый пульпит протекает в четыре морфологически верифицируемые стадии (морфогенез острого пульпита):
1. Острый очаговый серозный пульпит
2. Острый очаговый гнойный пульпит (абсцесс пульпы)
3. Острый диффузный гнойный пульпит (флегмона пульпы)
4. Острый гангренозный пульпит (гангрена пульпы).

Каждая последующая стадия характеризуется более тяжёлыми изменениями в пульпе по сравнению с предшествующей. Средняя продолжительность острого пульпита от 3 до 5 дней. Вмешательство врача может остановить прогрессирование процесса на любой из перечисленных стадий. Реже это происходит спонтанно.
1. Острый очаговый серозный пульпит. При кариесогенном пульпите процесс вначале локализуется в проекции кариозной полости и продолжается несколько часов. Макроморфологически пульпа отёчная, ярко-красного цвета, полнокровная. При микроморфологическом исследовании выявляется воспалительная гиперемия (полнокровие расширенных сосудов, преимущественно капилляров и венул) и отёк пульпы. Возможны мелкие кровоизлияния вокруг сосудов (экстравазаты), формирующиеся главным образом по механизму haemorrhagia per diapedesin. Клеточных элементов (гистиоцитов, лимфоидных клеток, гранулоцитов крови) в этой стадии в поражённой ткани пульпы немного.
2. Острый очаговый гнойный пульпит, или острый абсцесс пульпы. В дальнейшем происходит накопление нейтрофильных гранулоцитов, мигрирующих из просвета сосудов. Первоначально они концентрируются вокруг венул, затем активно перемещаются между волокнами соединительной ткани, накапливаясь в поражённой пульпе. Миграция гранулоцитов обеспечивается хемотаксическими факторами — компонентами клеточной стенки бактерий и продуктами их метаболизма — и происходит по градиенту концентрации хемоаттрактантов (так называемый положительный хемотаксис). Деградирующие (разрушающиеся) нейтрофильные гранулоциты, называемые также гнойными тельцами, формируют гнойный экссудат, очаговое скопление которого в пульпе называют острым абсцессом пульпы.
3. Острый диффузный гнойный пульпит, или флегмона пульпы. Гнойный экссудат распространяется на всю коронковую и корневую пульпу. Макроморфологически пульпа приобретает серо-красный или серый цвет; она менее отёчна и менее полнокровна по сравнению с серозным пульпитом. Гнойное воспаление пульпы сопровождается выраженными дистрофическими изменениями и разрушением части тканевых структур: как клеток, так и межклеточного вещества. Агрессивность гнойного экссудата определяется прежде всего наличием в его составе активных метаболитов кислорода (гидроксильного радикала, супероксид-аниона, пероксидов), а также кислых (лизосомальных) гидролаз. Под влиянием гнойного экссудата происходит разрушение одонтобластов, фибробластов, микрососудов, коллагеновых, ретикулиновых и нервных волокон. Деструкция нервных волокон приводит к уменьшению интенсивности болевых ощущений в этой стадии острого пульпита.
4. Острый гангренозный пульпит, или гангрена пульпы. При проникновении анаэробной микрофлоры из кариозной полости в пульпу развивается гангрена. Макроморфологически пульпа приобретает серо-чёрный цвет с неприятным гнилостным запахом. При микроморфологическом исследовании в полости зуба обнаруживается детрит с кристаллами солей жирных кислот и колониями микроорганизмов.

#### Хронический пульпит
Различают три формы хронического пульпита — частичный гангренозный, гранулирующий (гранулёматозный) и фиброзный.
1. Частичный гангренозный пульпит. При формировании частичного гангренозного пульпита часть пульпы подвергается некрозу, оставшаяся ткань пульпы сохраняет жизнеспособность. Образовавшийся детрит не резорбируется, уплотняется и инкапсулируется. Инкапсуляция происходит за счёт обрастания детрита волокнистой тканью, которая на ранних стадиях своего развития представлена грануляционной тканью, на поздних — грубоволокнистой (рубцовой). Персистирующие в пульпе зуба при этой форме пульпита некротические массы являются постоянным источником токсического воздействия на окружающую их сохранную пульпу, они пролонгируют воспалительный процесс (демаркационное воспаление).
2. Гранулирующий, или гранулёматозный, пульпит. Гранулирующий пульпит характеризуется замещением пульпы грануляционной тканью. Макроморфологически эта ткань мягкая ярко-красного цвета, резко полнокровная. Микроскопически она представлена обилием капилляров, окружённых множеством клеточных элементов, прежде всего лимфоидных клеток и гистиоцитов. По мере созревания грануляционной ткани число сосудов и интенсивность клеточного инфильтрата уменьшается, количество фибробластов и коллагеновых волокон увеличивается. В грануляционной ткани, заполняющей пульпарную полость нередко обнаруживаются кальцинаты и дентикли. Под влиянием грануляционной ткани происходит лакунарное рассасывание дентина, замещение его остеодентином.
Грануляционная ткань может пролабировать в кариозную полость через перфоративное отверстие и заполнять её. Такой морфологический вариант хронического гранулирующего пульпита получил название гипертрофического пульпита, или полипа пульпы. Полип пульпы легко кровоточит, может покрываться эпителием десны.
3. Фиброзный пульпит. Хронический фиброзный пульпит формируется в исходе гранулирующего пульпита при созревании грануляционной ткани в грубоволокнистую (рубцовую). Полость зуба заполнена белесоватой плотной тканью. При микроморфологическом исследовании обнаруживается фиброзная ткань с плотным расположением пучков коллагеновых волокон, небольшим числом сосудов и очаговыми периваскулярными клеточными инфильтратами из гистиоцитов, лимфоидных и плазматических клеток. Нередко выявляются очаги гиалиноза, дентикли и петрификаты.

## Реактивные изменения пульпы зуба
К реактивным изменениям пульпы относятся (1) альтеративные, (2) дисциркуляторные, (3) приспособительные процессы и кистообразование.

### Классификация
I. Альтеративные изменения
1. Некроз пульпы
2. Гидропическая и жировая дистрофия одонтобластов
3. Мукоидное набухание
4. Фибриноидные изменения
5. Гиалиноз пульпы
6. Амилоидоз пульпы
7. Петрификация.

II. Дисциркуляторные изменения
1. Гиперемия пульпы
2. Интрапульпарные геморрагии
3. Тромбоз и эмболия сосудов пульпы
4. Ишемия пульпы
5. Отёк пульпы.

III. Приспособительные процессы
1. Атрофия пульпы
2. Формирование дентиклей
3. Фиброз (фибросклероз) пульпы.

IV. Интрапульпарные кисты.

### Альтеративные процессы

#### Некроз пульпы
Некроз пульпы зуба — разрушение пульпы в живом организме. По традиции некроз пульпы относят к гангрене, хотя пульпа непосредственно с внешней средой не контактирует. Некроз пульпы может быть частичным или тотальным. Частичный некроз пульпы нередко носит характер фибриноидного. Чаще всего некроз пульпы развивается в исходе воспалительного процесса (острый гнойный пульпит), осложняющего глубокий кариес.

#### Дистрофические изменения одонтобластов
В одонтобластах чаще всего формируется (1) гидропическая или (2) жировая дистрофия.
1. Гидропическая (вакуольная, водяночная) дистрофия представляет собой гидратацию содержимого клетки на фоне внутриклеточного энергодефицита. Причинами энергодефицита могут быть самые разнообразные повреждающие воздействия на пульпу. Нарушение работы калий-натриевых каналов цитолеммы одонтобластов приводит к прогрессирующему избыточному накоплению натрия в клетке, и следовательно воды, поскольку ионы натрия являются одними из наиболее осмотически активных ионов. Поступающая в клетку вода концентрируется вначале в цистернах эндоплазматического ретикулума, которые на электронограммах выглядят как везикулы различных размеров с электронно-пустым (светлым) содержимым. Такие везикулы ранее назывались «вакуолями» по аналогии с цитоплазматическими вакуолями растительных клеток, а сам вид дистрофии получил название вакуольной. Позже гидратации подвергаются другие органеллы и ядро клетки. При оптическом исследовании поражённая клетка увеличена, цитоплазма её окрашивается бледно или вовсе не воспринимает красители (оптически-пустая цитоплазма). Нередко цитоплазма в световом микроскопе выглядит пенистой (напоминает мыльную пену) из-за плотного расположения гидратированных органелл. Ядро может быть оттеснено на периферию. При выраженной гидропической дистрофии ядра одонтобластов находятся в состоянии пикноза (кариопикноз).
2. Жировая дистрофия одонтобластов также является выражением внутриклеточного энергодефицита. При этом в цитоплазме происходит накопление жиров, прежде всего ацилглицеролов (нейтральных жиров). Выявить жир в микропрепаратах можно при окраске замороженных тканевых срезов специальными красителями, среди которых наиболее часто используется судан III, окрашивающий жировые капли в оранжевый цвет.

#### Мукоидное набухание
Мукоидное набухание (хромотропный, или миксоматозный, отёк) характеризуется обратимыми дистрофическими изменениями волокнистой соединительной ткани в виде накопления в ней свободной (не связанной с белками) гиалуроновой кислоты. Увеличение концентрации гиалуроната в свою очередь ведёт к гидратации (отёку) ткани, поскольку свободная гиалуроновая кислота является осмотически активным веществом. Эпитеты «мукоидный» и «миксоматозный» (от греч. mukos и myxon — слизь) связаны с тем, что гиалуроновая кислота имеет вид слизистой массы.
Микроморфологические изменения при мукоидном набухании представлены отёком волокнистой соединительной ткани (морфологически отёк выражается в менее компактном, чем обычно, расположении тканевых структур, разделённых оптически пустыми, более-менее широкими пространствами) и изменением тинкториальных свойств ткани (при окраске гематоксилином и эозином волокнистая ткань в состоянии мукоидного набухания окрашивается базофильно, то есть гематоксилином в синий цвет различной интенсивности; при окраске толуидиновым синим такая ткань обнаруживает метахромазию и окрашивается в красный цвет).
Мукоидное набухание в ткани пульпы наиболее часто развивается в начальной стадии воспалительного процесса (острого или при обострении хронического пульпита), а также на раннем этапе фиброза, когда синтез фибробластами гликозаминогликанов преобладает над синтезом фиброгенных белков.

#### Гиалиноз пульпы
Гиалиноз (гиалиновая дистрофия) — особый вид уплотнения стенок сосудов или волокнистой соединительной ткани с образованием однородного ацидофильного вещества (гиалина). Микроскопически массы гиалина гомогенные (то есть лишены какой-либо структуры: зернистости, волокнистости и т. п.) и окрашиваются кислыми красителями (эозином в розовый цвет при окраске гематоксилином и эозином, кислым фуксином в красный цвет по методу ван Гизона). В пульпе зуба гиалинозу могут подвергаться стенки сосудов микроциркуляторного русла (гиалиноз сосудов) и участки волокнистой соединительной ткани стромы (гиалиноз волокнистой ткани). Особенно характерен гиалиноз фиброзированной пульпы. Как правило, гиалиновая дистрофия ткани пульпы носит местный характер и встречается при хронических воспалительных процессах (хроническом пульпите), но может быть проявлением общих заболеваний (артериальных гипертензий, сахарного диабета, диффузных заболеваний соединительной ткани и системных васкулитов).

#### Амилоидоз пульпы
Амилоидная дистрофия пульпы зуба встречается редко. Как правило, очаговые отложения масс амилоида (амилоидные тельца) встречаются при атрофии пульпы.

#### Петрификация пульпы
Дистрофическое обызвествление (петрификация) является одним из наиболее распространённых реактивных изменений пульпы зуба.
В пульпе зуба встречаются различные виды петрификации:
- Некрокальциноз — обызвествление детрита (некротических масс)
- Фиброкальциноз — отложение солей кальция в очагах фибросклероза пульпы (в рубцовой ткани)
- Тромбокальциноз — обызвествление тромботических масс.

Наиболее часто петрификаты выявляются при хроническом пульпите.

### Дисциркуляторные изменения
Дисциркуляторные изменения (нарушения крово- и лимфообращения) в ткани пульпы могут носить местный характер (травма, воспаление) или быть проявлением общих дисциркуляторных расстройств.

#### Гиперемия пульпы
Гиперемия пульпы — полнокровие ткани пульпы. Сосуды пульпы при этом расширены и полнокровны. Гиперемия пульпы чаще всего развивается как проявление воспалительных изменений в ней (воспалительная гиперемия).

#### Интрапульпарные геморрагии
Кровоизлияния в ткань пульпы развиваются как при травматических повреждениях зуба, так и при резком повышении проницаемости сосудистых стенок. В последнем случае формируется диапедезное кровоизлияние, которое характерно, в частности, для воспалительного процесса. С другой стороны, интрапульпарное кровоизлияние в виде микрогематомы или геморрагической инфильтрации ткани пульпы приводит к развитию пульпита.

#### Тромбоз и эмболия сосудов пульпы
Тромбоз сосудов пульпы сопровождает травматические повреждения интрапульпарных сосудов и воспаление пульпы.

#### Ишемия пульпы
Ишемия пульпы — уменьшение притока артериальной крови в пульпу зуба. Ишемия пульпы сопровождается ухудшением трофики как самих элементов пульпы, так и дентина. Длительная ишемия завершается атрофией и фибросклерозом пульпы. Фиброз при этом является следствием активации фибробластов в условиях гипоксии.

#### Отёк пульпы
Отёк (гидратация) пульпы — повышение содержания в ней тканевой (интерстициальной) жидкости. Наиболее часто отёк пульпы имеет воспалительную природу (воспалительный отёк).

### Приспособительные процессы

#### Атрофия пульпы
Атрофия пульпы — уменьшение объёма ткани пульпы. При этом уменьшается число тканевых структур, прежде всего клеточных элементов: одонтобластов, фибробластов и других. Обеднение клетками пульпы делает более рельефным в микропрепаратах её волокнистый каркас (сетчатая атрофия пульпы). Атрофия сопровождается развитием функциональной недостаточности пульпы и прежде всего снижением обеспечения трофическими факторами дентина.

#### Дентикли
Дентиклями называют включения дентина в пульпе или в слое зубного дентина. Они являются продуктом деятельности одонтобластов пульпы и построены из репаративного дентина.
Классификация:
I. Локализация дентиклей
1. Интрапульпарные дентикли — дентикли, со всех сторон окружённые тканью пульпы
2. Париетальные (пристеночные) дентикли — дентикли, расположенные на границе слоя зубного дентина и ткани пульпы
3. Интерстициальные (интрамуральные) дентикли — дентикли, расположенные в толще слоя зубного дентина.

II. Характер строения
1. Высокоорганизованные дентикли представлены зрелым дентином
2. Низкоорганизованные дентикли включают помимо участков, представленных дентином, отложения солей кальция (кальцинаты).

#### Фиброз (фибросклероз) пульпы
Фиброз (фибросклероз) пульпы — уплотнение ткани пульпы за счёт разрастания на её территории грубоволокнистой соединительной ткани (рубцовой ткани). Рубцовая ткань, как и любая другая неоформленная волокнистая соединительная ткань, на ранних этапах проходит стадию грануляционной ткани.
Фибросклероз пульпы может быть локальным (очаговым) и тотальным при распространении на всю пульпарную камеру. Наиболее часто фиброзу подвергается пульпа в исходе хронического пульпита (хронический фиброзный пульпит). Однако при обострении процесса грубоволокнистая соединительная ткань в зоне фиброза подвергается дезоганизации (мукоидному набуханию, фибриноидным изменениям) с последующим развитием грануляционной ткани и её созреванием.

### Интрапульпарные кисты
Интрапульпарные кисты — полости в ткани пульпы, не встречающиеся в норме. Различают солитарные (единичные) и множественные интрапульпарные кисты.

## Апикальный периодонтит
Общим термином «периодонтит» обозначают два процесса: (1) апикальный, или периапикальный, периодонтит (воспаление верхушечного периодонта), имеющий самостоятельное нозологическое значение, и (2) маргинальный периодонтит (воспаление маргинального периодонта) — проявление пародонтита.
Термин периодонт, как обозначение зубной связки, традиционно используется в отечественной медицине. В Международной номенклатуре зубная связка называется десмодонтом, а под периодонтом понимают комплекс околозубных тканей, который в России принято называть пародонтом.
Апикальный периодонтит — воспалительное поражение периапикального периодонта (периодонта, окружающего верхушку корня зуба).

### Классификация
I. Этиологический принцип
1. Травматический апикальный периодонтит
2. Токсический апикальный периодонтит, в том числе ятрогенный
3. Инфекционный апикальный периодонтит (основное значение имеет бактериальный периодонтит).

II. Клинико-морфологические формы
А. Острый апикальный периодонтит
1. Острый серозный апикальный периодонтит
2. Острый гнойный апикальный периодонтит.

Б. Хронический апикальный периодонтит
1. Хронический гранулирующий апикальный периодонтит
2. Хронический гранулёматозный апикальный периодонтит
3. Хронический фиброзный апикальный периодонтит.

Хронический гранулёматозный апикальный периодонтит:
- Простая гранулёма
- Сложная (эпителиальная) гранулёма
- Кистогранулёма.

### Этиология
Наиболее часто встречается инфекционный апикальный периодонтит. Его возбудителями являются, как правило, стрептококки.

### Патогенез
Различают следующие пути проникновения инфекта и токсических факторов в околоверхушечные ткани:
1. Внутризубной путь («нисходящий») — из полости зуба при пульпите через отверстие канала корня.
2. Внезубные пути:
- Контактный — с соседних тканей (костная альвеола, цемент, маргинальный периодонт) при пародонтите, остеомиелите, кариесе цемента.
- Гематогенный или лимфогенный (ангиогенный, «восходящий») — с током крови или лимфы по кровеносным и лимфатическим сосудам при сепсисе.

Наиболее часто реализуются «нисходящий» и контактные пути, редко — «восходящий».

### Патологическая анатомия

#### Острый апикальный периодонтит
Острый периодонтит длится от 2 дней до 2 недель.
Морфогенез острого верхушечного периодонтита складывается из двух стадий: (1) острого серозного и (2) острого гнойного периодонтита.
При остром серозном апикальном периодонтите микроморфологическое исследование околоверхушечных тканей выявляет расширенные и полнокровные сосуды (воспалительная гиперемия), отёк и незначительную клеточную инфильтрацию. В составе инфильтрата встречаются разнообразные клеточные формы, принимающие участие в реализации воспалительного ответа: гистиоциты, нейтрофильные гранулоциты и лимфоидные клетки.
В стадии острого гнойного апикального периодонтита происходит накопление нейтрофильных гранулоцитов, мигрирующих из просвета расширенных микрососудов апикального отдела периодонтальной связки. Массивное разрушение этих клеток сопровождается формированием гнойного экссудата. При микроморфологическом исследовании, кроме полнокровия сосудов, выявляется большое число гнойных телец (распадающихся нейтрофильных гранулоцитов).
Выделяют две морфологические формы острого гнойного периодонтита: (1) острый абсцесс и (2) флегмонозный апикальный периодонтит (диффузную гнойную инфильтрацию околоверхушечной ткани).
Острый абсцесс апикального периодонта представляет собой скопление гнойного экссудата только в ткани зубной связки. При диффузной гнойной инфильтрации воспалительный процесс распространяется на другие области пародонта и прилегающие ткани — альвеолярную кость, маргинальный периодонт, десну, слизистую оболочку полости рта.
Гнойный периодонтит, особенно в форме диффузной гнойной инфильтрации, сопровождается серозным воспалением окружающих мягких тканей полости рта и лица. Увеличение их объёма за счёт воспалительного отёка называется флюс (parulis).

#### Хронический апикальный периодонтит
Различают три формы хронического верхушечного периодонтита — гранулирующий, гранулёматозный и фиброзный. При гранулёматозном периодонтите выделяют три типа гранулём — простую, эпителиальную (сложную) и кистогранулёму.
1. Хронический гранулирующий апикальный периодонтит. Хронический гранулирующий периодонтит характеризуется разрастанием в области верхушки поражённого зуба грануляционной ткани. Зона грануляционной ткани при этом не отграничена от соседних структур пародонта. Обострение гранулирующего периодонтита сопровождается появлением гнойного экссудата в грануляционной ткани. В направлении роста грануляционной ткани происходит резорбция альвеолярной кости, твёрдых тканей корня зуба или тканей десны. В последнем случае в десне формируются свищевые ходы, через которые происходит выделение гнойного экссудата из околоверхушечной области.
2. Хронический гранулёматозный апикальный периодонтит. При хроническом гранулёматозном периодонтите происходит отграничение поражённой ткани в околоверхушечной области. Образующаяся при этом структура (гранулёма) имеет различную морфологию.
Простая гранулёма представляет собой участок грануляционной ткани, окружённый фиброзной капсулой. Во время обострения процесса, также как и при гранулирующем периодонтите в околоверхушечной ткани концентрируется значительное количество нейтрофильных гранулоцитов и может образовываться гнойный экссудат. Соседние ткани пародонта, прежде всего костная альвеола, подвергаются разрушению. В период ремиссии грануляционная ткань утрачивает агрессивные свойства, а в составе инфильтрата преобладают гистиоциты, лимфоидные и плазматические клетки.
Эпителиальная (сложная) гранулёма включает комплексы клеток многослойного плоского неороговевающего эпителия, дифференцирующегося из остатков одонтогенного эпителия в периодонте (островков Маляссе́). Объём эпителиальных включений и форма комплексов различны. Сложная гранулёма не имеет полости.
Кистогранулёма содержит полость, выстланную многослойным плоским неороговевающим эпителием одонтогенного происхождения. Кистогранулёма может достигать в диаметре 1 см. В дальнейшем она способна трансформироваться в радикулярную кисту челюстной кости.
3. Хронический фиброзный периапикальный периодонтит. При хроническом фиброзном периодонтите околоверхушечная область выполнена грубоволокнистой (рубцовой) тканью с небольшим количеством сосудов и клеток инфильтрата. Фиброзный периодонтит развивается в исходе хронического гранулирующего периодонтита. Простая, и в некоторых случаях сложная гранулёма, также может завершиться фиброзом верхушечного периодонта.

## Болезни пародонта
Пародо́нт (по Международной анатомической и гистологической номенклатуре ВОЗ периодонт) включает четыре компонента: (1) десну, (2) периодо́нт (по Международной номенклатуре десмодо́нт — периодонтальная связка), (3) альвеолярную кость и (4) цеме́нт.
До 1983 г. в СССР все болезни пародонта, кроме опухолей, обозначались термином «пародонтоз». В 1983 г. на 16-м пленуме Всесоюзного научного общества стоматологов была принята классификация болезней пародонта, которой пользуются в России до настоящего времени:
- Гингивит
- Пародонтит
- Пародонтоз
- Прогрессирующий пародонтолиз
- Пародонтомы.

За рубежом вместо принятых в России терминов пародонтит и периодонтит используются понятия периодонтит и заболевание периапикальных тканей (апикальный периодонтит) соответственно, а термин пародонтоз отсутствует.
Определения терминов:
- Десневая бороздка (десневая щель) — узкое пространство между зубом и десной; иногда отсутствует (устаревшее обозначение — физиологический зубодесневой карман). Различают анатомическую и клиническую десневые бороздки.
- Клиническая десневая бороздка (в отличие от анатомической) — десневая бороздка, глубина которой измерена при помощи периодонтального зонда; не более 3 мм (всегда глубже анатомической десневой бороздки).
- Патологический зубо-десневой карман (клинический) — пространство между зубом и десной, глубиной более 3 мм при периодонтальном зондировании. В зависимости от строения дна различают два варианта патологического зубо-десневого кармана — десневой и пародонтальный.
- Если дном патологического зубо-десневого кармана является неизменённое зубодесневое соединение (зубоэпителиальное прикрепление), карман называется десневым (устаревший термин — ложнопатологический зубодесневой карман).
- Если целостность зубоэпителиального прикрепления нарушена и дном патологического зубо-десневого кармана являются более глубоко расположенные ткани пародонта, карман называется пародонтальным (периодонтальным по международной терминологии).

### Гингивит
Гингивит — воспалительное поражение десны без нарушения целостности зубодесневого соединения (зубоэпителиального прикрепления).

#### Классификация
I. Нозологическая самостоятельность
1. Первичный гингивит — самостоятельное заболевание
2. Симптоматический (вторичный) гингивит — проявление других заболеваний.

II. Этиологический принцип
1. Гингивит, обусловленный действием физических факторов (травматический при механической травме нависающей над десной пломбой, при перегрузке группы зубов и др.; термический вследствие ожога, например, горячей пищей; лучевой и т. п.).
2. Гингивит, обусловленный действием химических факторов (токсический гингивит), в том числе при профессиональных интоксикациях (например, при хронической интоксикации соединениями свинца) и медикаментозный (ятрогенный) гингивит, особенно при лечении эпилепсии дифенином; к этой же группе относится гингивит курильщиков.
3. Неифекционно-аллергический гингивит при ряде аллергических и аутоиммунных заболеваний (например, при красной волчанке, склеродермии).
4. Инфекционный (вирусный, бактериальный, микотический) гингивит (самый распространённый), в том числе инфекционно-аллергический; инфекционный гингивит может быть проявлением генерализованной (например, гингивит при ОРВИ у детей) или местной инфекции.
5. Гингивит при общих соматических заболеваниях (сердечно-сосудистая патология, болезни желудочно-кишечного тракта, крови, гиповитаминозы), прежде всего такой гингивит развивается под влиянием эндокринных факторов (гингивит беременных, ювенильный гингивит — гингивит препубертатного и пубертатного возраста, гингивит при сахарном диабете, при нарушении менструального цикла).

III. Клинико-морфологические формы
1. Катаральный (серозный) гингивит
2. Эрозивно-язвенный гингивит
3. Гипертрофический гингивит (отёчная и фиброзная формы).

IV. Распространённость
1. Локализованный (очаговый) гингивит
2. Папиллит — воспаление межзубного сосочка
3. Генерализованный (диффузный) гингивит.

V. Течение процесса
1. Острый гингивит
2. Хронический гингивит (фазы обострения и ремиссии).

VI. Степень тяжести катарального и язвенного гингивита (распространённость поражения)
1. Лёгкая — поражение преимущественно межзубной десны
2. Среднетяжёлая — поражение межзубной и маргинальной десны
3. Тяжёлая — поражение всей десны, включая альвеолярную.

VI. Степень тяжести гипертрофического гингивита (выраженность гипертрофии десны)
1. Лёгкая — десна прикрывает коронку зуба на 1/3
2. Среднетяжёлая — десна прикрывает коронку до половины
3. Тяжёлая — десна прикрывает коронку более чем наполовину.

#### Патологическая анатомия
Катаральный (серозный) гингивит. Катаральная форма встречается в 90 % случаев гингивита. Десна отёчна, разрыхлена, ярко-красного цвета. При микроморфологическом исследовании выявляются расширенные и полнокровные сосуды микроциркуляторного русла, отёк и лимфогистиоцитарная инфильтрация периваскулярной ткани. Целостность эпителиального покрова сохранена.
Эрозивно-язвенный гингивит. При этой форме гингивита возникают дефекты десны в виде эрозий (поверхностные дефекты) и/или язв (глубокие дефекты). В области дефектов эпителиальный покров утрачен.
Гипертрофический гингивит. Ткань десны разрастается, прикрывая коронку зуба. В начальной стадии процесса (отёчной) десна мягкая, красновато-синюшная. В поздней стадии (фиброзной) происходит уплотнение ткани десны, она становится бледной. При микроморфологическом исследовании в отёчной стадии гипертрофического гингивита выявляются резко расширенные и полнокровные микрососуды, отёк, лимфогистиоплазмоцитарная инфильтрация, разрастание волокнистой ткани типа грануляционной. Фиброзная стадия характеризуется значительным увеличением в ткани десны количества коллагеновых волокон.

### Пародонтит
Пародонти́т — аутоинфекционное воспалительное заболевание тканей пародонта, сопровождающееся их разрушением и формированием пародонтального кармана. Как правило, пародонтит развивается в возрасте старше 30—40 лет.
Разновидность пародонтита — десмодонтоз (ювенильный пародонтит) — пародонтит, встречающийся у детей, подростков и молодых лиц в возрасте до 30 лет. Десмодонтоз в основном протекает по типу прогрессирующего пародонтолиза.

#### Классификация
I. Распространённость
1. Локализованный (очаговый) пародонтит
2. Генерализованный (диффузный) пародонтит.

II. Течение
1. Острый пародонтит
2. Хронический пародонтит (фазы обострения и ремиссии).

III. Степень тяжести заболевания (в развившейся стадии процесса)
1. Первая (лёгкая) — глубина пародонтального кармана до 3,5 мм, убыль альвеолярной кости до 1/3 высоты корня, неподвижность зубов
2. Вторая (среднетяжёлая) — глубина пародонтального кармана до 5 мм, убыль альвеолярной кости до 1/2 высоты корня, подвижность зубов 1—2 степени
3. Третья (тяжёлая) — глубина пародонтального кармана более 5 мм, убыль альвеолярной кости более 1/2 высоты корня, подвижность зубов 2—3 степени.

#### Этиология воспалительных заболеваний пародонта (гингивита и пародонтита)
Причиной большинства форм гингивита и пародонтита являются бактерии поддесневого зубного налёта, то есть анаэробные виды, прежде всего бактероиды, актиномицеты и капноцитофаги.
Установлено, что основную роль в развитии гингивита беременных играют Bacteroides intermedius, пародонтита взрослых — Bacteroides gingivalis и B. intermedius, десмодонтоза — Actinobacillus actinomicetemcomitans и представители рода Capnocytophaga. Таким образом, пародонтит обусловлен определёнными видами микроорганизмов. Заболевание развивается при снижении местной и общей резистентности макроорганизма.

#### Патологическая анатомия
Строение стенки пародонтального кармана зависит от фазы течения заболевания (рецидив или ремиссия). При рецидиве внутренняя поверхность кармана лишена эпителия, стенка представлена в основном грануляционной тканью, в полости кармана обилие микроорганизмов и нейтрофильных гранулоцитов, формирующих гнойный экссудат. Выделение гноя из пародонтального кармана называется альвеолярной пиореей.
В стадию ремиссии полость кармана в значительно меньшей степени обсеменена микроорганизмами, альвеолярная пиорея отсутствует, грануляционная ткань в стенке созревает в грубоволокнистую, подвергается эпителизации внутренняя поверхность полости.

### Пародонтоз
Пародонто́з — дистрофическое поражение пародонта вследствие нарушения микроциркуляции, сопровождающееся ретракцией десны и смещением зубоэпителиального прикрепления в апикальном направлении, что проявляется обнажением шеек и корней зубов без образования пародонтального кармана.
Пародонтоз — генерализованное хроническое заболевание, протекающее с рецидивами и ремиссиями. В большинстве случаев пародонтоз является возрастным изменением вследствие прогрессирующей редукции микроциркуляторного русла десны. Более активно пародонтоз развивается на фоне заболеваний сосудов (генерализованный атеросклероз, артериальная гипертония, гипоавитаминоз С, некоторые формы системных васкулитов и диффузных болезней соединительной ткани, особенно склеродермия).
Классификация:
I. Степень тяжести
1. Лёгкая степень — обнажены шейки зубов, но не корни, снижение высоты межзубных перегородок на 1/3
2. Среднетяжёлая степень — корни зубов обнажены до 1/3, снижение высоты межзубных перегородок до 1/2
3. Тяжёлая степень — корни зубов обнажены на 1/2 и более, снижение высоты межзубных перегородок более чем наполовину.

II. Наличие осложнений
1. Неосложнённый пародонтоз
2. Осложнённый (воспалением, образованием клиновидных дефектов) пародонтоз.

### Прогрессирующий пародонтолиз
Прогрессирующий пародонто́лиз (ранее называвшийся «идиопатическим прогрессирующим пародонтолизом») — тяжёлое быстропротекающее поражение тканей пародонта в виде их разрушения при ряде заболеваний в детском возрасте.
Классификация:
I. Диабетический пародонтолиз — при ювенильном (инсулин-зависимом) сахарном диабете.
II. Пародонтолиз при врождённых иммунодефицитных состояниях и врождённых дефектах клеток фагоцитарного ряда (прежде всего нейтрофильных гранулоцитов)
1. При нейтропении (постоянной и циклической)
2. При болезни Че́дьяка—Хига́си
3. При болезни Такаха́ры (акаталаземии).

III. Пародонтолиз при синдроме Папийо́на—Лефе́вра (симптомокомплекс, включающий ладонно-подошвенный гиперкератоз с глубокими бороздами на коже, быстропрогрессирующий пародонтит и кариес молочных зубов, после выпадения которых стоматологические симптомы стихают).
IV. Пародонтолиз при гистиоцитозе из клеток Лангерга́нса (гистиоцитозе Х)
1. При эозинофильной гранулёме челюстей
2. При болезни Леттере́ра—Си́ве
3. При болезни Хе́нда—Шю́ллера—Кри́счена.

### Пародонтомы
Пародонтомы — опухоли и опухолеподобные поражения тканей пародонта. Наиболее частой формой пародонтом являются э́пулисы (эпули́ды).
Эпулисы — очаговое разрастание тканей пародонта в виде узелка, возвышающегося над поверхностью десны.
В прошлом эпулисы подразделяли на (1) ангиоматозные, (2) фиброзные (фиброматозные) и (3) гигантоклеточные. Ангиоматозными называли эпулисы с большим количеством сосудов в очаге поражения, фиброзными — эпулисы, образованные преимущественно грубоволокнистой соединительной тканью, гигантоклеточными — эпулисы с наличием многоядерных гигантских клеток типа остеокластов.
Самостоятельное нозологическое значение из них сохранил только гигантоклеточный эпулис, для обозначения которого используется термин периферическая гигантоклеточная гранулёма. Вид «ангиоматозного эпулиса» принимают пиогенная гранулёма («гемангиома грануляционнотканного типа») десны, гранулёма беременности, сосудистые мальформации, а также различные варианты истинных гемангиом, прежде всего капиллярная. Термином «фиброзный эпулис» обозначались различные реактивные фиброзные разрастания и фибромы дёсен.

## Одонтогенная инфекция
Одонтогенная инфекция — вторичные инфекционные поражения различных органов, развивающиеся при распространении процесса из тканей зуба (при кариесе, пародонтите, инфекционных пульпите и апикальном периодонтите).
К наиболее часто встречающимся формам одонтогенной инфекции относятся следующие патологические процессы: 
1. Одонтогенный остеомиелит
2. Одонтогенный периостит
3. Одонтогенные флегмоны мягких тканей головы и шеи
4. Одонтогенный гайморит
5. Одонтогенный лимфаденит (в том числе аденофлегмона)
6. Одонтогенный сепсис
7. Альвеолит
8. Перикоронарит.

Периостит — воспалительное поражение надкостницы (периоста). Выделяют (1) острый и (2) хронический периостит. Острый периостит может быть (1) серозным (простым) и (2) гнойным. При гнойном периостите экссудат иногда отслаивает периост и концентрируется между надкостницей и костью (субпериостальный абсцесс). При этом формируется выраженный отёк окружающих мягких тканей. При гнойном периостите характерно образование свищей (фистул), открывающихся на слизистой оболочке полости рта или на коже лица и шеи. Хронический периостит может протекать как (1) фиброзный или (2) оссифицирующий.
Остеомиелит — воспалительное поражение костной ткани. По течению различают (1) острый и (2) хронический остеомиелит. Острый гнойный одонтогенный остеомиелит развивается в основном как осложнение гнойного апикального периодонтита. При этом характерно образование секвестров костной ткани и свищевых ходов.
Аденофлегмона — гнойное расплавление ткани лимфоузла (диффузный гнойный лимфаденит).
Перикоронарит — воспаление ткани вокруг прорезывающегося зуба.
Альвеолит — воспаление стенки зубной альвеолы после травматичного удаления зуба.